# 上渚滑駅

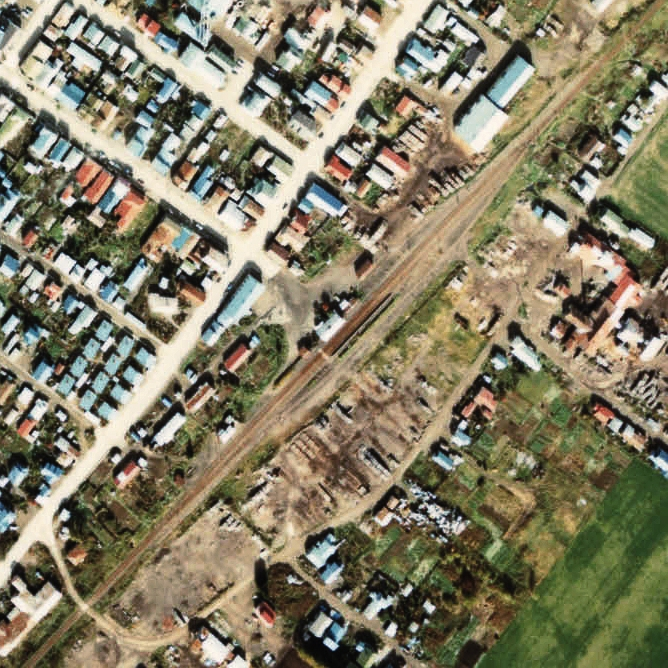
1978年の上渚滑駅と周囲約500m範囲。左下が北見滝ノ上方面。相対式ホーム2面2線の他、貨物用の副本線と駅舎横の貨物ホームに引込み線が見える。かつて副本線は複数有していたが、この頃には１本になっているようである。ストックヤードには、まだ疎らに木材が置かれているが、この年に貨物の取扱を廃止している。

上渚滑駅（かみしょこつえき）は、北海道紋別市上渚滑町三丁目にかつて設置されていた、日本国有鉄道（国鉄）渚滑線の駅（廃駅）である。電報略号はカツ。事務管理コードは▲122303。

## 歴史
- 1923年（大正12年）11月5日：鉄道省渚滑線渚滑駅 - 北見滝ノ上駅間開通に伴い、開業[3]。一般駅[1]。
- 1949年（昭和24年）6月1日：公共企業体である日本国有鉄道に移管。
- 1966年（昭和41年）7月7日：駅舎改築落成（工費250万円）[4][5]。
- 1978年（昭和53年）12月1日：貨物の取り扱いを廃止[1]。
- 1984年（昭和59年）2月1日：荷物の取り扱いを廃止[1]。
- 1985年（昭和60年）4月1日：渚滑線の全線廃止に伴い、廃駅となる[1]。

### 駅名の由来
渚滑川の上流域に位置するため「上」を冠している。

## 駅構造
廃止時点で、相対式ホーム2面2線を有する地上駅で、列車交換が可能な交換駅であった。互いのホームは、駅舎側ホーム南側と対向側ホーム南側を結んだ構内踏切で連絡していた。線路西側の駅舎側ホームが上り線、対向側ホームが下り線となっていた。そのほか渚滑方から駅舎側に分岐し、駅舎北側のホーム切欠き部分の貨物ホームへの貨物側線を1本有していた。
職員配置駅で、駅舎は構内の西側（北見滝ノ上方面に向かって右側）に位置し、上り線ホーム中央部に接していた。
乗降人員も多く、朝の上り通学列車は当駅で増結作業を行っていた。貨物列車は原木が主体で、貨物列車廃止後も駅構内は原木が積み上げられていた。早朝・夜間は無人となり、渚滑～北見滝ノ上間にて併合閉そくの取り扱いが行われていた。

## 利用状況
乗車人員の推移は以下のとおり。年間の値のみ判明している年については、当該年度の日数で除した値を括弧書きで1日平均欄に示す。乗降人員のみが判明している場合は、1/2した値を括弧書きで記した。
| 年度               | 乗車人員 | 乗車人員 | 出典  | 備考 |
| 年度               | 年間     | 1日平均  | 出典  | 備考 |
| ------------------ | -------- | -------- | ----- | ---- |
| 1978年（昭和53年） |          | 140      | [ 8 ] |      |

## 駅周辺
上渚滑の市街地が広がる。
- 北海道道553号上藻別上渚滑停車場線
- 国道273号（渚滑国道）
- 紋別市役所上渚滑支所
- 上渚滑郵便局
- 渚滑川
- 北紋バス「上渚滑」バス停（渚滑線代替：町民センター前、都市間バス：国道273号沿い）

## 駅跡
1997年（平成9年）11月時点では鉄道関連施設は何も残っておらず、旧駅構内は「紋別市役所上渚滑支所・上渚滑町民センター」となり、構内の一部は「上渚滑交通公園」として整備されている。ホーム、レール、踏切警報機付きの踏切を再現して乗車可能な軌道自転車及び腕木式信号機を保存・展示している。但しホーム及びレールは模擬で、現役時代とは方角が違っている。
また1986年（昭和61年）頃より、紋別市により「上渚滑鉄道資料館」が「上渚滑交通公園」に隣接したバス待合室に併設されている。館内に駅名標、行先標、備品などの渚滑線関連資料が保存・展示されている。2022年（令和4年）現在でも隣の上渚滑町民センターの窓口に申し出れば見学できる（原則として平日の日中のみ）。

## その他
当駅を着駅とする区間列車が、下り1本（渚滑駅 - 当駅間、休日運休）設定されていた（1985年（昭和60年）3月14日改定の時刻（廃止時の時刻表））。

## 隣の駅
日本国有鉄道
渚滑線
中渚滑駅 - <上東仮乗降場> - 上渚滑駅 - <奥東仮乗降場> - 滝ノ下駅